# Plantago hillii
Plantago hillii är en grobladsväxtart som beskrevs av Pilger. Plantago hillii ingår i släktet kämpar, och familjen grobladsväxter. Inga underarter finns listade i Catalogue of Life.